# High Earners Not Rich Yet
Pour les articles homonymes, voir HENRY.
HENRY est l'acronyme de High Earners Not Rich Yet, terme anglophone définissant les personnes aux hauts revenus (habituellement entre 100 000 $ et 500 000 $ annuels), mais qui n'ont pas économisé ou investit suffisamment pour être considérés comme riches. Les HENRYs ont en effet tendance à dépenser l'essentiel de leurs revenus, et à être donc dépendants de leur paie, chaque mois. De plus, ils ont tendance à augmenter leurs dépenses au fur et à mesure de leurs revenus, ne leur permettant ainsi pas de se constituer un patrimoine en propre, s'opposant ainsi aux méthodes des frugalistes et du mouvement FIRE, qui cherchent au contraire à réduire volontairement leur train de vie pour se constituer un capital leur permettant d'atteindre l'indépendance financière.

## Origine et profil sociologique
Ces individus, jeunes au niveau de revenu élevé, sont à l’aise financièrement sans être encore vraiment ultra-riches. Le terme a été utilisé pour la première fois par le magazine américain Fortune en 2008, en référence à des managers dont les revenus annuels se situaient entre 100 000 et 250 000 dollars. On assiste en Europe comme aux États-Unis, et même en Chine et dans les pays d’Asie, à l’émergence de cette nouvelle classe d’acheteurs, qui devient un client roi, particulièrement pour le secteur du luxe.
Les « henrys » sont issus de la classe moyenne, mais ont un revenu disponible plus élevé. Ils sont quatre à dix fois plus nombreux que les clients très riches de leurs pays respectifs, et constituent une cohorte socio-démographique en expansion selon Bain & Company. Ce sont des acheteurs à haut potentiel, âgés de 25 à 35 ans, avec une proportion croissante d’hommes,.